# Castillo de Radyně
Radyně es un castillo de la mitad del siglo XIV. Se ubica en una colina en el bosque en la proximidad del pueblo Starý Plzenec, cerca de la ciudad de Pilsen en la República Checa. Fue fundado en el año 1361 por el rey Carlos IV. El primer castellano fue Blahuta. El funcionario real vigilaba la seguridad de las vías, protegía a los comerciantes de los asaltos, dirigía a la guarnición del castillo y estaba encargado de la jurisdicción de los súbitos. Después de las guerras husitas al final del siglo XV, fue abandonado. La primera fecha que se menciona el castillo como abandonado es en el año 1558. Más tarde se recuperó parcialmente. 
La construcción más importante del castillo era un palacio rectangular con dos torres de residencia en dos lados opuestos. Una torre, cuadrilátera, se ha conservado hasta hoy en día, mientras que la otra semi-redonda, que sirvió como mazmorra, desapareció. Los espacios residenciales más importantes se encuentran en el primer y segundo piso y tienen los techos planos; además, hay dos cámaras con tragaluz. En la planta baja del palacio había sótanos. En la primera planta ajustada a la torre se hallaba la sala del conserje, en la proximidad de la sala se encontraba el comedor y al lado la cámara de la dama y la cocina. En la segunda planta había una capilla que daba a la parte de la torre en la que vivía el señor. El palacio probablemente tenía dos plantas, mientras que las torres cinco. En la tercera planta de la torre estaba la armería. En la cuarta planta se encontraba una prisión. Se supone que en la quinta planta vivía el carcelero. Las partes superiores de ambas torres estaban unidas por un corredor en la techumbre. 
Enfrente de la torre cuadrilátera se encontraba un pequeño patio con una cisterna y una edificación ahora ya desaparecida, protegido por una muralla. Desde el patio hasta el palacio se llegaba por un puente en pilares. El castillo interior era rodeado por una fortificación exterior en cuya muralla probablemente había unos edificios públicos y administrativos. Es posible que la fortificación Zwinger, que está en la parte frontal con un bastión en forma de herradura y un bastión de forma irregular de dos lados, provenga de una época más tardía. El conjunto está rodeado por una zanja circular que entonces estaba protegida con un terraplén. Allí en la entrada se encontraba la primera puerta a la que se llegaba atravesando otra zanja pequeña. La estructura del castillo se parece mucho a la de Kašperk, otro castillo fundado por Carlos IV.
Bibliografía: http://hradyazamkyceska.blog.cz/1507/zricenina-hradu-radyne-stary-plzenec
- Datos: Q745696
- Multimedia: Castle Radyně / Q745696